# Imma nephodryas
Imma nephodryas är en fjärilsart som beskrevs av Edward Meyrick 1928. Imma nephodryas ingår i släktet Imma och familjen Immidae. Inga underarter finns listade i Catalogue of Life.